# Khamis Hashim

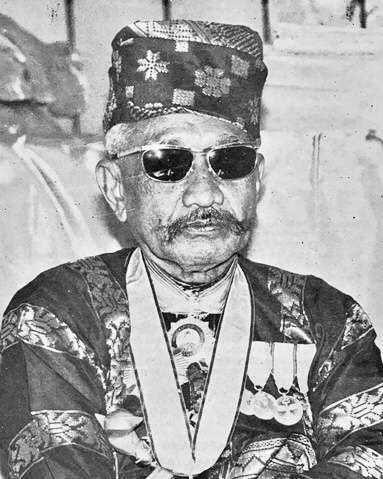
Pengiran Digadong Pengiran Anak Haji Khamis.

Pengiran Anak Khamis (auch: Kamis gest. 1986) war ein Adliger und Politiker in Brunei. Er nahm mehrere hochrangige Ämter ein, unter anderem im Privy Council und im Islamic Religious Council. Er ist der Sohn von Sultan Hashim Jalilul Alam Aqamaddin.

## Karriere
In einer kolonialen Auflistung (Colonial Office List) wurde Khamis erstmals als Mitglied des Privy Council von Omar Ali Saifuddin III. erwähnt. Am 10. April 1967 gehörte er zu den Haddsch-Pilgern die via Kuala Lumpur und Singapur nach Dschidda fuhren. Er übernahm königliche Pflichten während zeremonialen und nationalen Ereignissen, nachdem er Mitglied der Cheteria geworden war und später als Wazir ab 1971.

## Familie
Khamis war mit Pengiran Khadija verheiratet. Er ist der Halbbruder von Sultan Muhammad Jamalul Alam II., das heißt, er war nicht der Sohn der anerkannten Hauptfrau (queen consort) seines Vaters, Pengiran Isteri Pengiran Siti Fatimah.
Als am 8. September 1963 Khamis Enkelin Dayangku Normala in ihrem Heim in Kampong Sungai Kianggeh starb, wurde in Brunei für einen Tag Trauerbeflaggung angeordnet.

## Titel und Ehrungen
Als Wazirs von Brunei wurde Khamis am 19. Oktober 1971 der Titel Yang Teramat Mulia Seri Paduka Pengiran Di-Gadong Sahib Mal verliehen, der bis zu seiner Abdankung am 14. Oktober 1975 gültig war. Zuvor hatte er den Cheteria-Titel Yang Amat Mulia Pengiran Paduka Tuan Sahibul Karib und Pengiran Perdana Cheteria Laila Diraja Sahibun Nabalah geführt, welche ihm am 15. Februar beziehungsweise im Mai 1968 verliehen worden waren.
1974 wurden Khamis die weiteren Ehrungen verliehen:
- Family Order of Seri Utama (DK II; 23. September 1967) – Dato Seri Utama[12]
- Order of Seri Paduka Mahkota Brunei 2. Klasse (DPMB) – Dato Paduka[13]
- Omar Ali Saifuddin Medal (POAS; 23. September 1956)[14][15]
- Meritorious Service Medal (PJK)